# IISHF Inline-Skaterhockey-Europapokal 2011
Der 14. IISHF Inline-Skaterhockey-Europapokal der Herren fand vom 8. Juli bis 10. Juli 2011 in der Eissporthalle am Westbahnhof in Essen, Deutschland statt.

## Teilnehmer
| Gruppe A | HC Köln-West Rheinos | SHC Givisiez                  | El Diablo Rødovre      |  |
| Gruppe B | Vesterbro Starz      | Marsjanie Opole               | TV Augsburg            |  |
| Gruppe C | SHC Rossemaison      | Admiral Red Dragons Altenberg | Hallamshire Hornets    |  |
| Gruppe D | SHC Rockets Essen    | Dutch Mustangs den Haag       | Londen Street Warriors |  |

## Vorrunde

### Gruppe A
| 8. Juli | SHC Givisiez         | - | El Diablo Rødovre    | 1:8  |
|         |                      |   |                      |      |
| 8. Juli | HC Köln-West Rheinos | - | El Diablo Rødovre    | 2:2  |
|         |                      |   |                      |      |
| 8. Juli | SHC Givisiez         | - | HC Köln-West Rheinos | 3:10 |

| Platz | Team                 | Sp | Sg | Un | NL | Tore+ | Tore- | TD   | Pkte. |
| ----- | -------------------- | -- | -- | -- | -- | ----- | ----- | ---- | ----- |
| 1     | HC Köln-West Rheinos | 2  | 1  | 1  | 0  | 12    | 5     | + 7  | 3     |
| 2     | El Diablo Rødovre    | 2  | 1  | 1  | 0  | 10    | 3     | + 7  | 3     |
| 3     | SHC Givisiez         | 2  | 0  | 0  | 2  | 4     | 18    | - 14 | 0     |

### Gruppe B
| 8. Juli | Marsjanie Opole | - | TV Augsburg     | 0:3  |
|         |                 |   |                 |      |
| 8. Juli | Marsjanie Opole | - | Vesterbro Starz | 3:10 |
|         |                 |   |                 |      |
| 8. Juli | TV Augsburg     | - | Vesterbro Starz | 4:1  |

| Platz | Team            | Sp | Sg | Un | NL | Tore+ | Tore- | TD   | Pkte. |
| ----- | --------------- | -- | -- | -- | -- | ----- | ----- | ---- | ----- |
| 1     | TV Augsburg     | 2  | 2  | 0  | 0  | 7     | 1     | + 6  | 4     |
| 2     | Vesterbro Starz | 2  | 1  | 0  | 1  | 11    | 7     | + 4  | 2     |
| 3     | Marsjanie Opole | 2  | 0  | 0  | 2  | 3     | 13    | - 10 | 0     |

### Gruppe C
| 8. Juli | Admiral Red Dragons Altenberg | - | Hallamshire Hornets           | 5:3 |
|         |                               |   |                               |     |
| 8. Juli | SHC Rossemaison               | - | Admiral Red Dragons Altenberg | 8:3 |
|         |                               |   |                               |     |
| 8. Juli | Hallamshire Hornets           | - | SHC Rossemaison               | 2:2 |

| Platz | Team                          | Sp | Sg | Un | NL | Tore+ | Tore- | TD  | Pkte. |
| ----- | ----------------------------- | -- | -- | -- | -- | ----- | ----- | --- | ----- |
| 1     | SHC Rossemaison               | 2  | 1  | 1  | 0  | 10    | 5     | + 5 | 3     |
| 2     | Admiral Red Dragons Altenberg | 2  | 1  | 0  | 1  | 8     | 11    | −3  | 2     |
| 3     | Hallamshire Hornets           | 2  | 0  | 1  | 1  | 5     | 7     | −2  | 1     |

### Gruppe D
| 8. Juli | Dutch Mustangs den Haag | - | SHC Rockets Essen       | 1:5 |
|         |                         |   |                         |     |
| 8. Juli | SHC Rockets Essen       | - | London Street Warriors  | 5:1 |
|         |                         |   |                         |     |
| 8. Juli | London Street Warriors  | - | Dutch Mustangs den Haag | 5:2 |

| Platz | Team                    | Sp | Sg | Un | NL | Tore+ | Tore- | TD  | Pkte. |
| ----- | ----------------------- | -- | -- | -- | -- | ----- | ----- | --- | ----- |
| 1     | SHC Rockets Essen       | 2  | 2  | 0  | 0  | 10    | 2     | + 8 | 4     |
| 2     | London Street Warriors  | 2  | 1  | 0  | 1  | 6     | 7     | −1  | 2     |
| 3     | Dutch Mustangs den Haag | 2  | 0  | 0  | 3  | 3     | 10    | −7  | 0     |

## 2. Runde
Die Punkte aus der Vorrunde werden in die 2. Runde übertragen, die Tore hingegen verfallen. Die beiden Tabellenersten qualifizieren sich für das Viertelfinale, während der jeweilige Tabellenletzte zu den Platzierungsspielen um die Plätze 9 – 12 antritt.
| Gruppe E | Vesterbro Starz        | Dutch Mustangs den Hag        | HC Köln-West Rheinos |  |
| Gruppe F | Hallamshire Hornets    | El Diablo Rødovre             | TV Augsburg          |  |
| Gruppe G | London Street Warriors | Marsjanie Opole               | SHC Rossemaison      |  |
| Gruppe H | SHC Rocket Essen       | Admiral Red Dragons Altenberg | SHC Givisiez         |  |

### Gruppe E
| 9. Juli | Vesterbro Starz        | - | Dutch Mustangs den Hag | 5:2 |
|         |                        |   |                        |     |
| 9. Juli | HC Köln-West Rheinos   | - | Vesterbro Starz        | 3:5 |
|         |                        |   |                        |     |
| 9. Juli | Dutch Mustangs den Hag | - | HC Köln-West Rheinos   | 1:2 |

| Platz | Team                   | Sp | Sg | Un | NL | Tore+ | Tore- | TD  | Pkte. | Pkte. Vortag |
| ----- | ---------------------- | -- | -- | -- | -- | ----- | ----- | --- | ----- | ------------ |
| 1     | Vesterbro Starz        | 2  | 2  | 0  | 0  | 10    | 5     | + 5 | 6     | 2            |
| 2     | HC Köln-West Rheinos   | 2  | 1  | 0  | 1  | 5     | 6     | - 1 | 5     | 3            |
| 3     | Dutch Mustangs den Hag | 2  | 0  | 0  | 2  | 3     | 7     | - 4 | 0     | 0            |

### Gruppe F
| 9. Juli | El Diablo Rødovre   | - | Hallamshire Hornets | 2:4 |
|         |                     |   |                     |     |
| 9. Juli | TV Augsburg         | - | El Diablo Rødovre   | 7:0 |
|         |                     |   |                     |     |
| 9. Juli | Hallamshire Hornets | - | TV Augsburg         | 1:3 |

| Platz | Team                | Sp | Sg | Un | NL | Tore+ | Tore- | TD  | Pkte. | Pkte. Vortag |
| ----- | ------------------- | -- | -- | -- | -- | ----- | ----- | --- | ----- | ------------ |
| 1     | TV Augsburg         | 2  | 2  | 0  | 0  | 10    | 1     | + 9 | 8     | 4            |
| 2     | Hallamshire Hornets | 2  | 1  | 0  | 1  | 5     | 2     | 0   | 3     | 1            |
| 3     | El Diablo Rødovre   | 2  | 0  | 0  | 2  | 2     | 11    | −9  | 3     | 3            |

### Gruppe G
| 9. Juli | London Street Warriors | - | Marsjanie Opole        | 5:1 |
|         |                        |   |                        |     |
| 9. Juli | SHC Rossemaison        | - | London Street Warriors | 1:4 |
|         |                        |   |                        |     |
| 9. Juli | Marsjanie Opole        | - | SHC Rossemaison        | 0:4 |

| Platz | Team                   | Sp | Sg | Un | NL | Tore+ | Tore- | TD  | Pkte. | Pkte. Vortag |
| ----- | ---------------------- | -- | -- | -- | -- | ----- | ----- | --- | ----- | ------------ |
| 1     | London Street Warriors | 2  | 2  | 0  | 0  | 9     | 2     | + 7 | 6     | 2            |
| 2     | SHC Rossemaison        | 2  | 1  | 0  | 1  | 5     | 4     | + 1 | 5     | 3            |
| 3     | Marsjanie Opole        | 2  | 0  | 0  | 2  | 1     | 9     | −8  | 0     | 0            |

### Gruppe H
| 9. Juli | Admiral Red Dragons Altenberg | - | SHC Givisiez                  | 6:2  |
|         |                               |   |                               |      |
| 9. Juli | SHC Rockets Essen             | - | Admiral Red Dragons Altenberg | 4:1  |
|         |                               |   |                               |      |
| 9. Juli | SHC Givisiez                  | - | SHC Rockets Essen             | 3:11 |

| Platz | Team                          | Sp | Sg | Un | NL | Tore+ | Tore- | TD   | Pkte. | Pkte. Vortag |
| ----- | ----------------------------- | -- | -- | -- | -- | ----- | ----- | ---- | ----- | ------------ |
| 1     | SHC Rockets Essen             | 2  | 2  | 0  | 0  | 15    | 4     | + 11 | 8     | 4            |
| 2     | Admiral Red Dragons Altenberg | 2  | 1  | 0  | 1  | 7     | 6     | + 1  | 4     | 2            |
| 3     | SHC Givisiez                  | 2  | 0  | 0  | 2  | 5     | 17    | −12  | 0     | 0            |

## Finalrunde

### Playoffs
|  | Viertelfinale | Viertelfinale                 | Viertelfinale |  |  | Halbfinale | Halbfinale          | Halbfinale |  |  | Finale           | Finale              | Finale           |
|  |               |                               |               |  |  |            |                     |            |  |  |                  |                     |                  |
|  | F1            | TV Augsburg                   | 3             |  |  |            |                     |            |  |  |                  |                     |                  |
|  | E2            | HC Köln-West Rheinos          | 2             |  |  |            |                     |            |  |  |                  |                     |                  |
|  |               |                               |               |  |  |            | TV Augsburg         | 2          |  |  |                  |                     |                  |
|  |               |                               |               |  |  |            | SHC Rockets Essen   | 6          |  |  |                  |                     |                  |
|  | H1            | SHC Rockets Essen             | 5             |  |  |            |                     |            |  |  |                  |                     |                  |
|  | G2            | SHC Rossemaison               | 1             |  |  |            |                     |            |  |  |                  |                     |                  |
|  |               |                               |               |  |  |            |                     |            |  |  |                  | SHC Rockets Essen   | 6                |
|  |               |                               |               |  |  |            |                     |            |  |  |                  | Hallamshire Hornets | 5 n. V.          |
|  | G1            | London Street Warriors        | 0             |  |  |            |                     |            |  |  |                  |                     |                  |
|  | F2            | Hallamshire Hornets           | 4             |  |  |            |                     |            |  |  |                  |                     |                  |
|  |               |                               |               |  |  |            | Vesterbro Starz     | 2          |  |  |                  |                     |                  |
|  |               |                               |               |  |  |            | Hallamshire Hornets | 6          |  |  | Spiel um Platz 3 | Spiel um Platz 3    | Spiel um Platz 3 |
|  | E1            | Vesterbro Starz               | 8             |  |  |            |                     |            |  |  |                  | TV Augsburg         | 3                |
|  | H2            | Admiral Red Dragons Altenberg | 4             |  |  |            |                     |            |  |  |                  | Vesterbro Starz     | 4                |

### Platzierungsspiele
Die Verlierer der Viertelfinals spielen untereinander die Plätze 5 – 8 aus.
| Spiele um Platz 9 – 12 |                               |   |                        |     |
| 10. Juli               | Dutch Mustangs den Haag       | - | El Diablo Rødovre      | 1:4 |
|                        |                               |   |                        |     |
| 10. Juli               | SHC Givisiez                  | - | Marsjanie Opole        | 1:7 |
|                        |                               |   |                        |     |
|                        |                               |   |                        |     |
| Spiele um Platz 5 – 8  |                               |   |                        |     |
| 10. Juli               | Admiral Red Dragons Altenburg | - | London Street Warriors | 1:4 |
|                        |                               |   |                        |     |
| 10. Juli               | HC Köln-West Rheinos          | - | SHC Rossemaison        | 1:4 |
|                        |                               |   |                        |     |
|                        |                               |   |                        |     |
| Spiel um Platz 11      |                               |   |                        |     |
| 10. Juli               | Dutch Mustangs den Haag       | - | SHC Givisiez           | 3:1 |
|                        |                               |   |                        |     |
|                        |                               |   |                        |     |
| Spiel um Platz 9       |                               |   |                        |     |
| 10. Juli               | El Diablo Rødovre             | - | Marsjanie Opole        | 3:4 |
|                        |                               |   |                        |     |
|                        |                               |   |                        |     |
| Spiel um Platz 7       |                               |   |                        |     |
| 10. Juli               | Admiral Red Dragons Altenberg | - | HC Köln-West Rheinos   | 5:8 |
|                        |                               |   |                        |     |
|                        |                               |   |                        |     |
| Spiel um Platz 5       |                               |   |                        |     |
| 10. Juli               | SHC Rossemaison               | - | London Street Warriors | 3:0 |

## Abschlussplatzierungen
| RF | Team                          |
| -- | ----------------------------- |
| 1  | SHC Rockets Essen             |
| 2  | Hallamshire Hornets           |
| 3  | Vesterbro Starz               |
| 4  | TV Augsburg                   |
| 5  | SHC Rossemaison               |
| 6  | London Street Warriors        |
| 7  | HC Köln-West Rheinos          |
| 8  | Admiral Red Dragons Altenberg |
| 9  | Marsjanie Opole               |
| 10 | El Diablo Rødovre             |
| 11 | Dutch Mustangs den Haag       |
| 12 | SHC Givisiez                  |

## All-Star Team
| Feldspieler:     | Lukas Fettinger (Augsburg) – Danny Albrecht (Essen) – Oliver Sommer (Vesterbro) – Richard Walsh (Hallamshire) |
| Tor:             | James Tanner (London)                                                                                         |
| Fair-Play-Pokal: | London Street Warriors                                                                                        |

## Nennenswertes
| Meiste Tore    | Jonas Vejby (Vesterbro) 11 |
| Meiste Assists | Mika Pierron (Altenberg) 8 |
| Meiste Punkte  | Jonas Vejby (Vesterbro) 15 |